# Cantonul Étréchy
Cantonul Étréchy este un canton din arondismentul Étampes, departamentul Essonne, regiunea Île-de-France, Franța.

## Comune
| Comune                | Populație (1999) | Cod poștal | Cod INSEE   |
| --------------------- | ---------------- | ---------- | ----------- |
| Auvers-Saint-Georges  | 1.204 loc.       | 91580      | 91 1 09 038 |
| Bouray-sur-Juine      | 1.962 loc.       | 91850      | 91 1 09 095 |
| Chamarande            | 1.091 loc.       | 91730      | 91 1 09 132 |
| Chauffour-lès-Étréchy | 135 loc.         | 91580      | 91 1 09 148 |
| Étréchy               | 6.295 loc.       | 91580      | 91 1 09 226 |
| Janville-sur-Juine    | 1.863 loc.       | 91510      | 91 1 09 318 |
| Lardy                 | 5.528 loc.       | 91510      | 91 1 09 330 |
| Mauchamps             | 286 loc.         | 91730      | 91 1 09 378 |
| Souzy-la-Briche       | 382 loc.         | 91580      | 91 1 09 602 |
| Torfou                | 272 loc.         | 91730      | 91 1 09 619 |
| Villeconin            | 728 loc.         | 91580      | 91 1 09 662 |
| Villeneuve-sur-Auvers | 600 loc.         | 91580      | 91 1 09 671 |